# Link (Einheit)
link ist eine nicht SI-konforme Einheit der Länge aus dem angloamerikanischen Maßsystem.
Der englische Name „link“ steht für „Kettenglied“.

## Definition
1 link = 0,22 yard = 0,66 feet = 7,92 inches = 0,201168 m = 20,1168 cm
1 statute mile = 8 furlongs = 80 chains = 320 rods = 8000 links